# Barra (Brasile)
Barra è un comune del Brasile nello Stato di Bahia, parte della mesoregione di Vale São-Franciscano da Bahia e della microregione di Barra.
Si trova alla confluenza del fiume Rio Grande nel fiume São Francisco.